# Lasioglossum politum
Espèce
Synonymes
- Halictus politus[1],[2]
- Hylaeus politum Schenck, 1853[2]

Lasioglossum politum est une espèce d'insectes de la famille des Halictidae et du genre Lasioglossum. C'est une abeille répandue sur le paléarctique.

## Répartition
L'espèce est largement répandue et très commune. La sous-espèce type, Lasioglossum politum politum, est répandue sur l'ensemble du paléarctique, de la Péninsule ibérique à l'Oural, au nord jusqu'à Berlin et la Belgique. La sous-espèce L. p. atomarium vit en Asie occidentale, en Turquie, en Israël, au Turkestan, en Iran et en Égypte. La sous-espèce L. p. pekingense habite le nord de la Chine et du Japon.
L'espèce est très commune et apparemment stable, surtout dans les zones méditerranéennes et sub-méditerranéennes. Il n'y a pas de menaces majeures pour l'espèce à l'échelle européenne, elle y est donc classée en préoccupation mineure par l'UICN,. Cependant, étant donné la nature des communautés d'arbustes nains méditerranéens qu'elle est connue pour habiter dans certaines parties de son aire de répartition, un pâturage inapproprié et une incidence accrue des incendies peuvent avoir un impact négatif sur l'espèce.

## Habitat et écologie
Lasioglossum politum est présente dans les espaces ouverts, les levées de rivière, les zones à végétation clairsemée et les paysages variés avec des vignobles, des sablières et des gravières et des habitats artificiels ainsi que des arbustes de type méditerranéen. Les nids sont construits en terre nue sur des berges sablonneuses ou loessiques, et peuvent former de grandes agrégations. L'espèce est eusociale avec un établissement de nid monogyne et une caste d'ouvriers fortement différenciée. Les ouvriers sont probablement responsables de l'élevage des mâles de la génération d'été ainsi que des jeunes gynes (la principale caste femelle reproductrice des insectes sociaux).
Cette abeille est polyvalente, elle butine de nombreuses fleurs différentes. Les espèces concernées comprennent : Anthriscus sylvestris, Daucus carota, Leucanthemum vulgare, Tanacetum vulgare, Achillea millefolium, Cichorium intybus, Picris hieracioides, Taraxacum officinale, Hieracium pilosella, Echium vulgare, Brassica napus, Sinapis alba, Jasione montana, Lythrum salicaria, Ranunculus polyanthemos, Potentilla reptans, Malus domestica et Veronica chamaedrys. Comme plantes fourragères : Achillea, Taraxacum, Solidago, Heracleum, Daucus, Filipendula, Potentilla, Campanula, Sedum, Papaver, Salix, Mentha, Salvia, Veronica et Saxifraga. 
L'espèce est bivoltine, c'est-à-dire que se succèdent deux générations par an. Les femelles hivernantes émergent au début du mois d'avril et les mâles volent de début juillet à fin septembre.